# 彰信可汗
彰信可汗（？—839年），原为胡特勤，跌氏，是回鹘汗国的第十二任可汗，昭禮可汗的侄子。
832年，昭禮可汗被部下所杀，胡特勤继立为爱登里啰汩没蜜施合句录毗伽可汗（爱登里罗汨没施合句禄毗伽可汗）。833年，唐朝册封他为彰信可汗。839年，回鹘汗国内乱，大相安允合联合特勤柴革想要篡位，事发，受诛。随后宰相掘罗勿造反，联合沙陀朱邪赤心共攻可汗，彰信可汗兵败被杀。